# 다마쿠시촌
다마쿠시촌(일본어: 玉櫛村)은 일본 오사카부 시마시모군·미시마군에 설치되었던 촌이다. 현재의 이바라키시 남부에 해당한다.

## 역사
- 1889년 4월 1일 - 정촌제 시행에 의해 시마시모군 다마쿠시촌이 성립하였다.
- 1896년 4월 1일 - 미시마군이 성립하여, 소속이 변경되었다.
- 1948년 1월 1일 - 이바라키정, 가스가촌,미시마촌과 합병해 이바라키시가 성립하여, 동일 다마쿠시촌은 폐지되었다.